# William Soulis

Wappen der Familie Soulis

Sir William Soulis (auch de Soules), Lord of Liddesdale († zwischen August 1320 und 20. April 1321) war ein schottischer Adliger. Er gilt als einer der Anführer der nach ihm benannten Soules-Verschwörung.

## Herkunft und Kampf gegen Robert Bruce
William Soulis war der älteste Sohn von Nicholas de Soulis und dessen Frau Margaret Comyn. Sein Vater war Lord of Liddesdale, starb aber bereits Ende 1296. Im Schottischen Unabhängigkeitskrieg kämpfte William zunächst gegen die englische Besatzung, ehe er sich 1304 dem englischen König Eduard I. unterwarf. Ab 1306 unterstützte er die Engländer im Kampf gegen Robert Bruce, der John Comyn of Badenoch, einen Verwandten seiner Mutter ermordet und sich zum König der Schotten erklärt hatte. Vor 1312 wurde Soulis zum Ritter geschlagen, und König Eduard II. belohnte ihn 1312, indem er Soulis die beschlagnahmten Besitzungen von Sir Robert Keith zusprach. 1313 gehörte Soulis der englischen Besatzung von Roxburgh Castle an.

## Seitenwechsel auf die schottische Seite
Nach der englischen Niederlage in der Schlacht von Bannockburn 1314 wechselte Soulis jedoch die Seiten, um einer Beschlagnahmung seiner Besitzungen durch den siegreichen Robert Bruce zu entgehen. Wahrscheinlich nahm er und nicht sein Bruder John bereits kurz nach der Schlacht von Bannockburn im August 1314 an dem Raubzug von Edward Bruce und James Douglas nach Nordengland teil. Robert Bruce belohnte ihn vor 1315 mit Besitzungen bei Wark im nordenglischen Tynedale, und in den nächsten Jahren nahm Soulis an weiteren Angriffen auf die Engländer teil. Im Februar oder März 1316 schlug eine von ihm und von James Douglas geführte Truppe einen Teil der englischen Besatzung von Berwick, die einen Raubzug auf schottische Gebiete führten. Ende 1319 gehörte er zu den schottischen Unterhändlern, die im Dezember in Berwick einen Waffenstillstand mit England vereinbarten. Anfang 1320 bezeugte er eine königliche Urkunde, wobei er als Butler of Scotland bezeichnet wird, ein Amt, das bereits sein Urgroßvater Ranulf de Soulis bekleidet hatte. Dieses Amt wurde ihm möglicherweise als Entschädigung für nicht zurückerhaltene Besitzungen seiner Familie verliehen. Als Butler of Scotland besiegelte er am 6. Mai 1320 auch die Declaration of Arbroath.

## Beteiligung an der sogenanntenSoules-Verschwörung
Wenige Wochen später wurde Soulis aber beschuldigt, zusammen mit Sir David Brechin, Sir Roger Moubray und anderen Adligen an einer Verschwörung gegen den König beteiligt gewesen zu sein. Zusammen mit anderen ehemaligen Anhängern der Familie Balliol soll er versucht haben, eine Streitmacht von 360 men-at-arms in Berwick zusammen zu ziehen. Er wurde aber verhaftet und musste sich im August 1320 vor dem schottischen Parlament in Scone verantworten. Nachdem er gestanden hatte, an der Verschwörung beteiligt gewesen zu sein, wurde er zu lebenslanger Haft verurteilt und nach Dumbarton Castle gebracht. Dort starb er vor dem 20. April 1321. Seine Besitzungen wurden beschlagnahmt, einen Teil von Liddesdale vergab der König an seinen unehelichen Sohn Sir Robert Bruce.
Nach dem Chronisten Barbour wollten die Verschwörer Soulis zum König erklären, was jedoch als sehr unwahrscheinlich gilt. Möglicherweise wollten die Verschwörer Robert Bruce ermorden und durch Edward Balliol ersetzen, doch mit Sicherheit wollten sie nicht wieder Schottland den Engländern überlassen. Möglicherweise hat Barbour auch den Anteil von Soulis an der Verschwörung übertrieben. Dafür hat Barbour die Rolle von David Brechin heruntergespielt, der ebenfalls ein Sohn einer Tochter von Alexander Comyn war. Für seine Beteiligung an der Verschwörung wurde Brechin verurteilt und hingerichtet. Die Soules-Verschwörung war eine ernste Bedrohung für Robert Bruce gewesen, da wesentlich mehr Adlige an ihr beteiligt gewesen waren, als die mittelalterlichen Chronisten behaupteten. Die Rolle von Soules als einer der Führer der Verschwörung ist aber zweifelhaft. Gegen diese These spricht schon, dass er nicht wie andere Verschwörer hingerichtet wurde. Möglicherweise wurde er schon von Robert Bruce als Sündenbock dargestellt.

## Familie
Soulis hatte mit seiner Frau, deren Name nicht bekannt ist, zwei Töchter und möglicherweise einen Sohn. Dieser war vielleicht der W. de Sule, der im Gefolge des englischen Earl of Lancaster 1322 in der Schlacht bei Boroughbridge starb. Während des Zweiten Schottischen Unabhängigkeitskriegs wurde John de Kethe, der eine Tochter von Soulis geheiratet hatte, 1335 oder 1336 von Edward Balliol als Erbe einer Hälfte von Liddesdale anerkannt, während eine Ermygarde Soulis ihren Anspruch an Liddesdale an Balliol übertragen hätte. Durch die Vertreibung der Engländer aus Schottland wenige Jahre später wurden diese Ansprüche gegenstandslos.